# N. T. Wright
Nicholas Thomas Wright FRSE (Northumberland, 1 de dezembro de 1948), conhecido como N. T. Wright ou Tom Wright, é um renomado estudioso do Novo Testamento, teólogo paulino e bispo anglicano. Entre 2003 e 2010, atuou como bispo de Durham e também como Lorde Espiritual no Parlamento do Reino Unido. Após esse período, tornou-se professor pesquisador de Novo Testamento e Cristianismo Primitivo no St Mary's College da Universidade de St. Andrews, na Escócia. Em 2019, passou a atuar como pesquisador sênior no Wycliffe Hall, da Universidade de Oxford.
Autor de mais de setenta livros, Wright é amplamente reconhecido nos meios acadêmico e teológico, especialmente por sua série As Origens Cristãs e a Questão de Deus. O terceiro volume dessa coleção, A Ressurreição do Filho de Deus, é considerado por muitos teólogos e líderes cristãos como uma obra inovadora e fundamental sobre a ressurreição de Jesus. Em seus escritos, Wright aborda temas centrais da teologia e da vida cristã, com destaque para a Nova Perspectiva sobre Paulo, a doutrina da justificação e a esperança cristã na ressurreição e nova criação.

## Juventude
Wright nasceu em Morpeth, Northumberland. Em uma entrevista concedida em 2003, afirmou não se lembrar de um tempo em que não estivesse ciente da presença e do amor de Deus. Recordou também de uma ocasião, aos quatro ou cinco anos, em que estava "sentado sozinho em Morpeth e, completamente sobrecarregado, cheguei às lágrimas, com que Deus me amava tanto que morreu por mim. Tudo o que aconteceu comigo desde então produziu ondas e mais ondas do mesmo sentimento".
Ele foi educado na Sedbergh School, nos Yorkshire Dales, onde, em 1968, concluiu seus estudos com especialização em Clássicos. No final da década de 1960, cantava e tocava violão em um clube de música folk no lado oeste de Vancouver. Em 1971, formou-se com honras de primeira classe em literae humaniores (literatura clássica) pelo Exeter College, Oxford. Durante esse período, foi presidente da Oxford Inter-Collegiate Christian Union.
A partir de 1971, estudou para o ministério anglicano em Wycliffe Hall, Oxford, onde formou-se — também com honras — como bacharel em teologia em 1973. Na mesma instituição, foi ordenado diácono em 1975, ano em que também obteve seu título de mestre, e foi designado sacerdote no ano seguinte, em 1976.

## Carreira
Entre 1975 e 1978, Wright tornou-se pesquisador júnior no Merton College, Oxford, onde também atuou como capelão júnior. De 1978 a 1981, foi membro e capelão no Downing College, Cambridge. Ao fim deste mesmo período, concluiu seu doutorado (D. Phil.) através de sua tese "O Messias e o Povo de Deus: Um Estudo em Teologia Paulina com Referência Particular ao Argumento da Epístola aos Romanos" no Merton College sob orientação de G. B. Caird.
Em seguida, entre 1981 e 1986, lecionou como professor assistente de Estudos do Novo Testamento na Universidade McGill, Montreal. Retornou depois à Universidade de Oxford, onde atuou como capelão, tutor e membro do Worcester College, além de professor de Novo Testamento, cargo que ocupou de 1986 a 1993.
Em 1994, deixou Oxford para assumir o cargo de reitor da Catedral de Lichfield, função que desempenhou até 1999. Entre 1995 e 2000, Wright também escreveu a coluna dominical Readings para o Church Times, uma experiência que ele descreveu como crucial para lhe dar coragem para iniciar sua popular série de comentários bíblicos … para Todos, dedicada aos livros do Novo Testamento.
Em 2000, mesmo ano em recebeu o título de Doutor em Divindade (D.D.) pela Universidade de Oxford, Wright foi consagrado Teólogo Canônico de Westminster, posição que o tornou um dos Lorde Espirituais na Câmara dos Lordes do Parlamento do Reino Unido. Neste período, ele concluiu sua grande obra A Ressureição do Filho do Deus, escreveu um comentário de Romanos para a coleção The New Interpreter's Bible e deu início à série … para Todos.
Em 2003, Wright foi nomeado bispo de Durham, consagrado em 3 de julho daquele ano na Catedral de York por David Hope, então arcebispo de Iorque. Em 4 de agosto de 2006, foi designado para o Tribunal Reservado de Causas Eclesiásticas, com mandato de cinco anos.
Renunciou ao bispado de Durham em 31 de agosto de 2010 para aceitar o cargo de professor pesquisador de Novo Testamento e Cristianismo Primitivo no St Mary's College, na Escócia, com o objetivo de dedicar-se com maior liberdade à pesquisa acadêmica e à divulgação pública. Em 2019, proferiu as Palestras Gifford na Universidade de Aberdeen, com o tema Discernindo o Amanhecer: História, Escatologia e Nova Criação. Ainda em 1º de outubro de 2019, foi nomeado pesquisador sênior no Wycliffe Hall, Oxford — instituição onde havia estudado para o ministério anglicano entre 1971 e 1973.

## Visões Teológicas

### Nova perspectiva sobre Paulo
Wright é uma das principais vozes da chamada Nova Perspectiva sobre Paulo — ou, mais precisamente, de um conjunto de interpretações das cartas do apóstolo. Ele argumenta que Paulo é uma figura essencial para qualquer cristão sério e que, por ocupar um lugar central no cânone do Novo Testamento, tem sido frequentemente mal interpretado, distorcido e abordado com perguntas incorretas e inadequadas sobre a fé cristã. Segundo Wright: "Paulo, no século XX, foi usado e abusado tanto quanto no século I. Podemos, à medida que o século se aproxima do fim, ouvi-lo um pouco mais atentamente? Conseguiríamos, de alguma forma, arrepender-nos das maneiras como o tratamos mal e respeitar um pouco mais a sua própria maneira de fazer as coisas?"
Esse questionamento resume bem a preocupação central da Nova Perspectiva sobre Paulo e um dos objetivos fundamentais dos estudos de Wright: permitir que Paulo fale por si, sem que lhe sejam impostas questões e pressupostos modernos. Ao fazer isso, busca-se compreender o que o apóstolo realmente queria dizer às comunidades para as quais escrevia. Segundo Wright, ao analisar o corpus paulino por essa ótica, passagens difíceis tornam-se mais claras, os textos ganham coerência interna e entre si, e é possível traçar um panorama mais preciso da mensagem de Paulo — sem desrespeitar os detalhes presentes em seus escritos.
O ponto de partida da Nova Perspectiva é o trabalho de E. P. Sanders, especialmente seu livro Paul and Palestinian Judaism (ainda não traduzido para o português), publicado em 1977. Nessa obra, Sanders argumenta que a visão tradicional do Novo Testamento sobre o judaísmo do primeiro século é imprecisa. Ele propõe que esse judaísmo seja entendido como um "nomismo pactual", ou seja, um sistema baseado na eleição divina de Israel e na obediência à Torá como forma de manter-se na aliança, e não como um meio de afiliar-se a ela, o que é feito unicamente através da graça de Deus.
Wright reconheceu que as ideias de Sanders corroboravam a visão que ele próprio vinha desenvolvendo, embora tenha divergido dele em diversos pontos ao longo da década seguinte. Assim como outros estudiosos da Nova Perspectiva, Wright rejeita a ideia de que os judeus da época praticavam uma "justiça pelas obras". No entanto, ele ressalta que a história de Deus com Israel, o povo da aliança, alcança seu clímax em Jesus Cristo.

### Paulo e a justificação
Ao falar sobre justificação, Wright afirma que "as discussões sobre justificação em grande parte da história da igreja, certamente desde Agostinho, começaram com o pé esquerdo — pelo menos no que diz respeito à compreensão de Paulo — e assim permaneceram assim desde então". Segundo ele, a Igreja acabou agrupando as questões sobre a reconciliação entre o ser humano e Deus sob o rótulo de "justificação", atribuindo ao termo um significado que, na visão de Wright, não corresponde de forma plena ao que realmente se encontra no Novo Testamento. Com base nisso, Wright argumenta que essa compreensão distorcida tem desrespeitado o texto bíblico há séculos. Para ele, não são interpretações posteriores, mas é o próprio texto que deve guiar o entendimento sobre o que Paulo quis dizer com justificação.
Buscando retornar diretamente às palavras de Paulo, Wright propõe uma definição alternativa para o termo, que contraria a visão tradicional. Ele identifica três elementos fundamentais para compreender o conceito de justificação no pensamento paulino:
1. A justificação está enraizada na linguagem da aliança (ou linguagem pactual);
2. Ela emprega termos jurídicos, funcionando como uma metáfora poderosa dentro do contexto da aliança;
3. Não pode ser separada da escatologia — ou seja, das ideias sobre o fim dos tempos e a realização final dos propósitos de Deus.[29]

Ao enfatizar a linguagem da aliança, Wright destaca que a justificação faz referência ao problema do pecado e do mal no mundo, e à maneira como Deus estabeleceu uma aliança com seu povo para trazer salvação. No uso da linguagem jurídica, Deus é visto como o juiz que busca corrigir o que está errado, enfrentar o mal e restaurar a justiça no cosmos.
Por fim, a definição que Wright propõe para "justificação" nas cartas de Paulo não está relacionada, como geralmente se pensa, a exigências pessoais para alcançar a salvação. Em vez disso, está ligada a um sinal de pertencimento: a justificação é o que identifica alguém como membro do povo de Deus.

### Jesus histórico
Wright é conhecido por seguir a tradição da "escatologia consistente" de Albert Schweitzer no debate sobre o Jesus histórico, posicionando-se contra o "ceticismo consistente" de William Wrede e do Jesus Seminar, a quem considera os equivalentes modernos de Wrede. Para ele, Jesus foi profundamente enraizado no judaísmo do primeiro século, ainda que se opusesse a aspectos centrais da tradição do Segundo Templo. Wright descreve Jesus como "duplamente", "multiplicadamente", "completamente" e "profundamente" subversivo — mas também o distingue claramente dos movimentos sediciosos e revolucionários da Palestina daquele período.
Suas ideias compartilham semelhanças com as de estudiosos como E. P. Sanders e Ben F. Meyer — este último, menos conhecido, é chamado por Wright de "o herói anônimo" dos estudos do Novo Testamento. No entanto, ele discorda de Sanders quanto à ausência de hostilidade por parte dos fariseus para com Jesus, defendendo que a oposição violenta relatada nos Evangelhos reflete um contexto histórico plausível. Além disso, Wright defende com firmeza a crença na ressurreição dos mortos e na Segunda Vinda literal de Cristo como doutrinas centrais do Cristianismo.
Apesar de crítico dos círculos teológicos mais liberais, Wright mantém diálogo com alguns de seus expoentes. Um exemplo notável é Marcus Borg, com quem dividia admiração mútua. Juntos, coescreveram o livro The Meaning of Jesus: Two Visions (inédito no Brasil), no qual apresentam suas visões contrastantes. Já com John Dominic Crossan, cofundador do Jesus Seminar, Wright debateu em 2005 a historicidade da ressurreição de Jesus no Fórum Greer-Heard Point-Counterpoint. Enquanto Crossan a considera uma interpretação teológica feita pelos autores do Novo Testamento, Wright insiste tratar-se de um evento histórico real, plenamente coerente com a visão de mundo do judaísmo do Segundo Templo.
Em 2012, com a publicação de Como Deus se tornou Rei: a história esquecida dos evangelhos, Wright passou a criticar certas leituras do Jesus histórico tanto na pregação evangélica dos Estados Unidos quanto nos escritos de C. S. Lewis — a quem ele reconhece como uma grande influência pessoal. Numa entrevista, Wright resumiu seu ponto: "Um dos alvos deste livro são os cristãos que dizem: ‘Sim, a Bíblia é verdadeira. Ela é inerrante e assim por diante.’ Mas, então, não dão atenção ao que a Bíblia realmente diz. Para muitos cristãos, parece suficiente dizer que Cristo nasceu de uma virgem, morreu em uma cruz e ressuscitou — mas nunca fez nada além disso. É isso que estou questionando: essa não é a forma correta de entender os Evangelhos".

### Ressureição dos Mortos
Wright argumenta que a ideia popular de que "vamos para o céu quando morremos" não tem base no Novo Testamento, mas deriva de uma influência do médio platonismo — uma filosofia presente no mundo greco-romano segundo a qual o mundo material é deformado e funciona como uma prisão da alma. Para os primeiros cristãos, a esperança não estava em escapar da terra, mas na renovação de toda a criação: céus e terra seriam restaurados, e os seres humanos ressuscitariam para governar essa criação renovada.
Essa visão, segundo Wright, está presente em diversas passagens bíblicas. Ela aparece na oração ensinada por Jesus — "venha a nós o vosso Reino, [...] assim na terra como no céu" —, no prólogo do evangelho de João, que descreve Cristo "tabernaculando" entre nós como sinal da união entre céu e terra, e também na teologia paulina, que afirma que Cristo é o "primeiro ressuscitado" e que os demais ainda aguardam a ressurreição final, quando receberão corpos transformados.
Até lá, as almas dos justos descansam na presença de Deus, conscientes, aguardando a restauração da criação. Wright apoia essa ideia na tradição judaica do período intertestamentário, citando, por exemplo, o livro da Sabedoria — "as almas dos justos estão nas mãos de Deus, e [...] no dia de sua visita, eles se reanimarão" —, e no Apocalipse, que mostra os mártires clamando: "Até quando, ó Soberano Senhor, santo e verdadeiro, não julgas, nem vingas o nosso sangue dos que habitam sobre a terra?". Quando Cristo vier, o cosmo e os fiéis serão imediatamente transformados, sem um arrebatamento literal, como ensina o pré-milenismo dispensacionalista popularizado pela obra Deixados para trás.
Desta forma, Wright enfatiza que, enquanto as igrejas atuais estão interessadas na "vida após a morte", o Novo Testamento está muito mais interessado na "vida após a morte" — ou seja, na ressurreição e na restauração final de toda a criação. Assim, a promessa bíblica não fala de uma ida definitiva ao céu, mas da descida da Nova Jerusalém à terra, onde o ser humano retomará sua vocação original. Como a escatologia, para Wright, já foi inaugurada, essa esperança não se restringe ao futuro, mas começa no presente. Ser cristão, portanto, é antecipar essa nova criação, vivendo hoje os valores do céu na terra por meio de comunidades que promovem justiça, reconciliação e cuidado com o mundo.

### Ordenação feminina e papéis de gênero
Wright, em consonância com a posição da Igreja Anglicana, defende a ordenação de mulheres. Sua interpretação é que, quando Paulo afirma que "não há homem e mulher", ele se refere às distinções de gênero características do judaísmo do primeiro século, que perdem sua relevância no contexto da nova criação, especialmente no âmbito do culto. A partir desta leitura, Wright destaca dois argumentos principais: (i) essa nova mentalidade é inaugurada na descrição de Maria de Betânia como estando "aos pés de Jesus" — uma posição tradicionalmente reservada aos discípulos homens que se preparavam para o ofício rabínico, como Paulo é retratado sob a orientação de Gamaliel; e (ii) embora, no contexto do Oriente Médio antigo, as mulheres normalmente não fossem vistas como ameaça pelas autoridades, o fato de Paulo tê-las incluído entre aqueles que perseguia antes de sua conversão sugere que, nas primeiras comunidades cristãs, elas exerciam funções de liderança e possuíam influência significativa.
Por outro lado, Wright sustenta que as distinções de gênero continuam tendo importância dentro da ordem criada, que Deus declara "muito boa", na qual masculino e feminino estão presentes em toda a criação, desde o mundo vegetal até os seres humanos. Ele observa que "não nos tornamos hermafroditas, nem seres sem gênero ou sexo quando somos batizados", e argumenta que qualquer entendimento nesse sentido se aproxima das concepções gnósticas, como as encontradas no Evangelho de Tomé, onde, partindo da ideia de que o mundo material é imperfeito, o ideal para a mulher seria "tornar-se homem".
Nessa perspectiva, Wright interpreta que as orientações de Paulo sobre vestimentas e estilos de cabelo refletem normas culturais destinadas a preservar a diferenciação de gênero nas comunidades cristãs do primeiro século. De maneira análoga, as passagens que tratam de ensino e silêncio devem ser compreendidas à luz do princípio de que, embora as mulheres tivessem liberdade para profetizar e, em alguns casos, fossem reconhecidas como apóstolas — como ele defende ser o caso de Júnias —, esperava-se que, assim como os homens, estas recebessem formação adequada antes de assumirem funções de ensino. Essa instrução se justificaria tanto pela provável falta de acesso feminino à educação formal quanto pela necessidade de evitar que os cultos se tornassem espaços marcados pela hegemonia de um gênero sobre o outro, como ocorria, por exemplo, no culto a Diana, em Éfeso. Além disso, Wright entende que a orientação de que "o homem é cabeça da mulher" se aplica, sobretudo, ao contexto das relações familiares, sem necessariamente estender-se à organização da vida comunitária da igreja.

### Homossexualidade na Comunhão Anglicana
Wright foi o principal representante da Igreja da Inglaterra na Comissão de Lambeth, criada para lidar com as controvérsias surgidas após a ordenação de Gene Robinson como bispo da Igreja Episcopal dos Estados Unidos. Em 2009, quando a Igreja Episcopal autorizou o clero a celebrar liturgias de compromisso para casais do mesmo sexo, Wright, escrevendo no The Times, classificou a decisão como uma "ruptura clara com o restante da Comunhão Anglicana".
Em dezembro de 2005, no dia em que ocorreram as primeiras cerimônias de união civil na Inglaterra, Wright declarou em entrevista à BBC News que provavelmente tomaria medidas disciplinares contra qualquer clérigo que se unisse civilmente a um parceiro do mesmo sexo ou que abençoasse tais uniões.
Wright argumenta que "justiça nunca significa ‘tratar todos da mesma maneira’, mas sim ‘tratar as pessoas de forma apropriada’". Em agosto de 2009, ele emitiu uma declaração onde afirmou:
"... alguém, mais cedo ou mais tarde, precisará explicar melhor (por mais cansativo que seja) a diferença entre (i) a ‘dignidade humana e a liberdade civil’ daqueles que têm instintos homossexuais ou semelhantes e (ii) seus ‘direitos’, enquanto cristãos praticantes — e até mesmo ordenados — de expressarem fisicamente esses instintos. Como o Papa observou, a linguagem dos ‘direitos humanos’ foi rebaixada no discurso público, tornando-se um recurso retórico a serviço de interesses particulares".
Em 2015, após Wright ser agraciado com o título de doutor honoris causa pela Universidade do Sul (Sewanee), o professor de Novo Testamento Paul Holloway criticou a decisão da instituição, alegando que Wright era um "oponente declarado dos direitos LGBT" e "crítico veemente da postura progressista da Igreja Episcopal".

### Bioética
Em 2008, Wright manifestou-se publicamente contra propostas do Parlamento do Reino Unido que permitiriam, para fins de pesquisa científica, a criação de embriões híbridos — produzidos pela combinação de óvulos de animais com núcleos humanos. Em sua crítica, ele denunciou o que chamou de um "utopismo secular", acusando seus defensores de promoverem uma cultura que legitima "o direito de matar crianças no útero e idosos que forem considerados excessivos". Ele também fez um apelo à todas as tradições religiosas para que se opusessem ao que descreveu como propostas "ao estilo de 1984", acusando os ministros envolvidos de pressionarem a aprovação da legislação à favor de um "lobby militantemente ateu e secularista".
A declaração gerou repercussão na imprensa, e o colunista do The Times, David Aaronovitch, desafiou Wright a apresentar evidências concretas de que grupos seculares realmente defendem o assassinato de idosos. A troca de argumentos resultou em um debate público, no qual Wright manteve firme sua posição central, ainda que controversa.

### Resenhas do trabalho acadêmico de Wright
O trabalho de N. T. Wright tem sido amplamente elogiado por estudiosos de diferentes correntes teológicas, como James Dunn, Gordon Fee, Richard B. Hays e Rowan Williams, ex- arcebispo de Canterbury. James Crossley, por exemplo, descreveu A Ressurreição do Filho de Deus, de Wright, como "altamente recomendável" e afirmou que "muitos serão persuadidos de que suas representações das crenças pós-morte no mundo greco-romano, na Bíblia Hebraica, no judaísmo antigo e no cristianismo primitivo são, em geral, precisas". Rafael Rodriguez classificou Wright, ao lado de James Dunn, como "dois gigantes da erudição do Novo Testamento e da pesquisa sobre o Jesus histórico". Wright também recebeu reconhecimento de estudiosos católicos, como o bispo Robert Barron, que citou sua erudição histórica em diversas ocasiões.
Críticas ao seu trabalho também estão presentes em diferentes campos teológicos. Alguns teólogos reformados, como John Piper, questionaram a teologia de Wright, especialmente quanto à possibilidade de ele negar a doutrina protestante da justificação somente pela fé. Embora Piper considere a apresentação de Wright confusa, ele não descarta suas ideias como falsas. Em resposta, Wright afirmou que gostaria que Piper "interpretasse Paulo de maneira diferente" e observou que o livro de Piper O Futuro da Justificação: Uma Resposta a N. T. Wright "não é em seu todo uma crítica ao que estou dizendo". Wright também expressou empatia pelas críticas de Piper, referindo-se a ele como um "bom e amado irmão em Cristo, que realiza um bom trabalho, edifica as pessoas na fé e ensinando-as a viver segundo ela". Em 2009, Wright abordou essa questão em seu livro Justificação: O Plano de Deus e a Visão de Paulo e buscou esclarecer ainda mais sua posição em uma entrevista à InterVarsity Press.
Muitos evangélicos conservadores também questionaram se Wright nega a substituição penal. No entanto, Wright esclareceu que rejeita apenas a caricatura dessa doutrina, reafirmando-a dentro do arcabouço mais amplo do modelo expiatório Christus Victor.
Apesar das críticas de alguns teólogos reformados a partes de sua obra, outros líderes reformados acolheram positivamente suas contribuições em diversas áreas — entre eles, Timothy Keller, que elogiou o trabalho de Wright sobre a ressurreição.
Em uma análise extensa de A Ressurreição do Filho de Deus publicada no The Heythrop Journal, o teólogo católico fundamentalista Joseph J. Smith criticou a visão de Wright sobre a ressurreição de Jesus. Smith argumentou que nem os relatos evangélicos das aparições do Ressuscitado, nem os textos paulinos citados por Wright, sustentam sua tese de que o corpo ressuscitado era "robustamente físico".

## Honras
Wright recebeu pelo menos 15 títulos de doutor honoris causa, entre eles os concedidos pela Universidade de Durham, em julho de 2007; pelo Centro John Leland de Estudos Teológicos, em abril de 2008; pela Universidade de St Andrews, em 2009; pelo Heythrop College da Universidade de Londres, em 2010; pelo Instituto Ecumênico de Teologia do Seminário e Universidade de St. Mary, em maio de 2012; pela Universidade de Friburgo, em 2014; e pela Universidade do Sul (Sewanee), em 2015.
Em 2014, foi agraciado com a Medalha Burkitt pela Academia Britânica "em reconhecimento ao serviço especial prestado aos Estudos Bíblicos".
Em 2015, foi nomeado membro da Sociedade Real de Edimburgo (FRSE).

## Obras
Seguem-se suas obras de acordo com as publicações originais.
- Wright, NT (1991), The Climax of the Covenant: Christ and the Law in Pauline Theology, Fortress Press.
- ——— (1997), What Saint Paul Really Said: Was Paul of Tarsus the Real Founder of Christianity?, ISBN 0-80284445-6, Grand Rapids, MI: Eerdmans.
- ——— (1997a), The Original Jesus: the life and vision of a revolutionary, ISBN 0-8028-4283-6, Grand Rapids, MI: Eerdmans, OCLC 38436317.
- ——— (1997b) [1994, Society for Promoting Christian Knowledge (SPCK)], Following Jesus: Biblical Reflections on Discipleship, Eerdmans.
- ———; Borg, Marcus J (1999), The Meaning of Jesus: Two visions, ISBN 0-06-060875-7, New York: HarperCollins.
- ——— (2000), The Challenge of Jesus: Rediscovering Who Jesus Was and Is, Downers Grove, IL: InterVarsity Press.
- ———; Crossan, John Dominic (2006) [2005, Augsburg Fortress],  Stewart, Robert B, ed., The Resurrection of Jesus: John Dominic Crossan and NT Wright in Dialogue paperback ed. , SPCK.
- ——— (2005), Paul: In Fresh Perspective, Fortress Press ("Paul: Fresh Perspectives" co-edition SPCK, 2005).
- ——— (2005a), The Last Word: Beyond the Bible Wars to a New Understanding of the Authority of Scripture, San Francisco: Harper.
- ——— (2006), Simply Christian: Why Christianity Makes Sense, London: SPCK co-edition New York: HarperCollins, 2006.
- ——— (2006a), Judas and the Gospel of Jesus: Have We Missed the Truth about Christianity?, London: SPCK; Grand Rapids: Baker Books, 2006.
- ——— (2006b), Evil and the Justice of God, SPCK; Intervarsity Press, 2006.
- ——— (2007), «The Reasons for Christ's Crucifixion», in:  Jersak, Brad; Hardin, Michael, Stricken by God? Nonviolent Identification and the Victory of Christ.
- ——— (2008), Surprised by Hope: Rethinking Heaven, the Resurrection, and the Mission of the Church, ISBN 978-0-06-155182-6, London: SPCK; New York: HarperOne.
- ———; Evans, Craig A (2008a),  Miller, Troy A, ed., Jesus, the Final Days: What Really Happened, London: SPCK. Louisville: WestminsterJohnKnox, 2009.
- ——— (2009), Justification: God's Plan and Paul's Vision, ISBN 978-0-83083863-9, SPCK.
- ——— (2010), Virtue Reborn, London: SPCK.  Also After You Believe: Why Christian Character Matters, HarperOne North America, 2010.
- ——— (2011) [The Last Word, 2005], Scripture and the Authority of God: How to Read the Bible Today, ISBN 978-0-06-201195-4 rev & exp ed. , HarperOne.
- ——— (2011a), Simply Jesus: A New Vision of Who He Was, What He Did, and Why He Matters, ISBN 978-0-06-208439-2, New York: HarperOne.
- ——— (2012), How God Became King: The Forgotten Story of the Gospels, ISBN 978-0-06-173057-3, New York: HarperOne.
- ——— (2013), The Case for the Psalms: Why They Are Essential, ISBN 978-0-06-223050-8, New York: HarperOne.
Published in Britain the following year as: ——— (2014), Finding God in the Psalms, ISBN 978-0-281-06989-7, London: SPCK.
- ——— (2013a), Pauline Perspectives: Essays on Paul, 1978-2013, ISBN 978-0-8006-9963-5, Ausburg Fortress.
- ——— (2014), Surprised by Scripture: Engaging Contemporary Issues, ISBN 978-0-06-223053-9, New York: HarperOne.
- ——— (2014a), Paul and His Recent Interpreters, ISBN 978-0-8006-9964-2, Ausburg Fortress.
- ——— (2015), Simply Good News: Why the Gospel Is News and What Makes It Good, ISBN 978-0-06-233434-3, New York: HarperOne.
- ——— (2016), The Day the Revolution Began: Reconsidering the Meaning of Jesus's Crucifixion, ISBN 978-0062334381, New York: HarperOne.
- ——— (2018), Paul: A Biography, ISBN 978-0-06-173058-0, New York: HarperOne
- ———; Bird, Michael F. (2019), The New Testament in its World: an introduction to the history, literature, and theology of the first Christians, ISBN 9780310499305, Grand Rapids, MI: Zondervan Academic, OCLC 1090200946
- ———; Bird, Michael F. (2019a), The New Testament in its World Workbook: an introduction to the history, literature, and theology of the first Christians, ISBN 9780310528708, Grand Rapids, MI: Zondervan Academic, OCLC 1090195011
- ——— (2021), Galatians (Commentaries for Christian Formation), ISBN 978-0-8028-2560-5, Grand Rapids, MI: Eerdmans

### SérieChristian Origins and the Question of God
Wright planeja que a série As Origens Cristãs e a Questão de Deus seja completa em seis partes, atualmente há quatro volumes publicados:
- ——— (1992c), The New Testament and the People of God: Christian Origins and the Question of God, ISBN 978-0-8006-2681-5, 1, Fortress Press.
- ——— (1997c), Jesus and the Victory of God: Christian Origins and the Question of God, ISBN 978-0-8006-2682-2, 2, Fortress Press.
- ——— (2003c), The Resurrection of the Son of God: Christian Origins and the Question of God, ISBN 978-0-8006-2679-2, 3, Fortress Press.
- ——— (2013c), Paul and the Faithfulness of God: Christian Origins and the Question of God, ISBN 978-0-8006-2683-9, 4, Fortress Press.

### SérieFor Everyone
A série … para Todos, é um comentário de Wright sobre todos os livros do Novo Testamento, foi completada em 2011:
- ——— (2004), Matthew for Everyone, ISBN 978-0-281-05301-8, Part 1: Chapters 1–15 2nd ed. , SPCK and Westminster John Knox Press
- ——— (2004a), Matthew for Everyone, ISBN 978-0-281-05487-9, Part 2: Chapters 16–28 2nd ed. , SPCK and Westminster John Knox Press
- ——— (2004b), Mark for Everyone, ISBN 978-0-281-05299-8 2nd ed. , SPCK and Westminster John Knox Press
- ——— (2004c), Luke for Everyone, ISBN 978-0-281-05300-1 2nd ed. , SPCK and Westminster John Knox Press
- ——— (2004d), John for Everyone, ISBN 978-0-281-05302-5, Part 1: Chapters 1–10 paperback ed. , SPCK and Westminster John Knox Press
- ——— (2004e), John for Everyone, ISBN 978-0-281-05520-3, Part 2: Chapters 11–21 2nd ed. , SPCK and Westminster John Knox Press
- ——— (2008b), Acts for Everyone, ISBN 978-0-281-05308-7, Part 1: Chapters 1–12, SPCK
- ——— (2008c), Acts for Everyone, ISBN 978-0-281-05546-3, Part 2: Chapters 13–28, SPCK
- ——— (2004f), Paul for Everyone: Romans, ISBN 978-0-281-05736-8, Part 1: Chapters 1–8 2nd ed. , SPCK
- ——— (2004g), Paul for Everyone: Romans, ISBN 978-0-281-05737-5, Part 2: Chapters 9–16 2nd ed. , SPCK
- ——— (2004h), Paul for Everyone: 1 Corinthians, ISBN 978-0-281-05305-6 2nd ed. , SPCK
- ——— (2004i), Paul for Everyone: 2 Corinthians, ISBN 978-0-281-05306-3 2nd ed. , SPCK
- ——— (2004j), Paul for Everyone: Galatians and Thessalonians, ISBN 978-0-281-05304-9 2nd ed. , SPCK
- ——— (2004k), Paul for Everyone: The Prison Letters: Ephesians, Philippians, Colossians and Philemon, ISBN 978-0-281-05303-2 2nd ed. , SPCK and Westminster John Knox Press
- ——— (2004l), Paul for Everyone: The Pastoral Letters: Titus and 1 and 2 Timothy, ISBN 978-0-281-05310-0 2nd ed. , SPCK
- ——— (2004m), Hebrews for Everyone, ISBN 978-0-281-05307-0 2nd ed. , SPCK
- ——— (2011b), Early Christian Letters for Everyone: James, Peter, John and Judah, ISBN 978-0-281-06465-6, SPCK
- ——— (2011c), Revelation for Everyone, ISBN 978-0-281-06463-2, SPCK